# Калофоническое пение

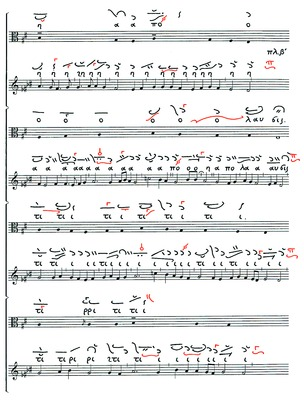
Избранный фрагмент калофонической стихиры Мануила Хрисанфа «Терпяще настоящая доблественне» 2-го плагального (6-го) гласа в рукописи Vlatadon. 46 (Fol. 246v, 1551 г.; выполнена в версии поздней стадии средневизантийской нотации) и S. Sepulcri. 731 (Fol. 96v, 1-я пол. XIX в.; «экзегезис» хартофилакса Хурмузия)

Калофони́ческое пе́ние (калофония; др.-греч. καλοφωνία, от καλός — прекрасный и φωνή — голос, звук) — греческий певческий стиль. Расцвет приходится на XIII—XV века, особенно был распространён в Византийской империи. Этот стиль пения считается вершиной греческого певческого искусства. Калофония относится к эпохе византийского гуманизма, или палеологовского возрождения.
Корни стиля пения палеологического периода лежат в богословии исихазма с учением о нетварных энергиях и в афонской версии Иерусалимского устава.
Использовался стиль и в Молдавском княжестве, в частности, в монастыре Путна, где с конца XV до конца XVI века действовала певческая школа.

## Основные черты
1. Очень богатый в изложении мелос с широким амбитусом и поступенчатым движением мелодии с редкими скачками, как правило нисходящими. Наиболее часто используемы в калофонии следующие формулы Византийской нотации: паракалезма, лигизма, этерон паракалезма, вария, параклитики, тромикон и стрептон. Особенно в калофонии ценилось использование высокого регистра и широких нисходящих мелодических последований, считалось, что эти приёмы придают песнопениям «сладость».
2. Изменение формы текста песнопений при помощи повтора и вставки слогов, образованных с использованием буквы ν (в форме «или»), анаграмматизм[2] или анаподизм[3] (инверсия порядка слов или фраз текста), вставка указаний о способах исполнения (к примеру, λέγε — говори или πάλιν — снова, то есть повторить ещё раз).
3. Использование специальных музыкально-риторических средств, таких как аподосис (завершение одной и той же формулой разных разделов песнопения), эпаналепсис (повтор формул, фраз, разделов), палиллогия (как правило нисходящая секвенция), метаволи (модуляция), анафора (начинание разделов песнопения с одной и той же формулы).
4. Элементы песнопения в калофонии складываются в комплексную музыкальную структуру и соединяются посредством сети каденций. Поскольку большинство каденций несовершенные, они дают ощущение бесконечного мелодического потока.
5. Вставка кратим в особо значимых местах. Отметка кратимой перехода от одного раздела (πούς — стопа) к другому, или после кульминации песнопения на значимом слове, являя собой переход от артикулированного пения к неартикулированному (от распевания слов к распеванию слогов-вставок) и таким образом приглашая слушателей к духовному сосредоточению и намекая на апофатический (мистический) смысл песнопения, подчеркивая невозможность для выражения словами Божественной природы (сущность)[4].
6. Калофонические произведения предполагают высокий уровень подготовки их исполнителей[5][6][7][8].

## Стиль и категории калофонического пения
Все калофонические произведения можно назвать матимами (греч. μαθήματα — упражнения, то есть сложные песнопения), тем не менее их можно разделить на несколько категорий, наиболее значимые из которых: дохи, анаграмматизмы, калофонические стихиры и проч.)и менее значимые категории: эпифонима, анафонима, пролог, катавасия, омония, аллагма, эпиволи, парекволи.
Калофонические произведения относятся к так называемому пападическому стилю пения, кроме калофонических ирмосов, которые принадлежат к ирмологическому стилю.

## Теория и нотация

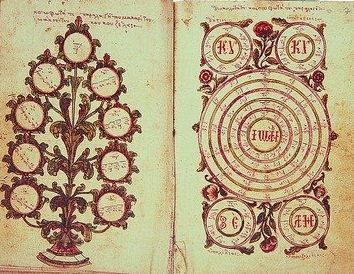
Анфология — греческая певческая книга

Технические и художественные границы калофонического пения подробно описаны в пропевдическом тексте Пападики в трактатах Псевдо-Дамаскина иеромонаха монастыря Ксанофопулов Гавриила в 1-й пол.-сер. XV века и Мануила Хрисафа.
Трактаты по калофоническому пению описывают детализацию системы осмогласия и систематическое расширение средневизантийской нотации большим количеством новых знаков, а также содержат различные дидактические стихотворные тексты, раскрывающие искусство исполнения песнопений. Первоначально исследователи калофоническую симиографию называли кукузелевой нотацией, однако в последние десятилетия её определили в следующую фазу средневизантийской нотации.

## Авторы калофонических песнопений
Как правило, авторов делят на несколько периодов:
1. 2-я половина XIII века: Никифор Ифик, Николай Авасиот, Феодор Манугра;
2. 1-я половина XIV века: протопсалт Иоанн Глика, прп. Иоанн Кукузель, лампадарий протопсалт Ксен Коронис, монах Агафон Коронис (брат Ксена Корониса), Мануил Коронис (сын Ксена, сер. XIV в.), Константин Магула, Георгий Панарет, Георгий Контопетрис, Димитрий Докиан, доместик Григорий Гликис, монах Феодул Агиорит (ок. сер. XIV в.);
3. 2-я половина XIV века: Халивур, Фардивук, доместик Лавры Варфоломей, лампадарий Иоанн Клада, Иоанн Цакнопул,Христофор Мистакон;
4. 2-я половина XV века: епископ Марк из монастыря Ксанфопулов, лампадарий Мануил Хрисаф, епископ Мефонский Иосиф (Иоанн Плусиадин);
5. 1-я половина XVI века: великий ритор Мануил Коринфский (1520 год).